# Andrea Aghini
Andrea Aghini Lombardi (Livorno, 29 december 1963) is een Italiaans voormalig rallyrijder.

## Carrière
Andrea Aghini debuteerde in 1984 in de rallysport, achter het stuur van een Peugeot 205 GTI. Twee jaar later maakte hij tijdens de rally van San Remo zijn opwachting in het wereldkampioenschap rally. Nog eens twee jaar daarna won hij in deze rally de Groep N-productieklasse. Begin jaren negentig ging hij rijden in Lancia's, waarmee hij als privé-rijder onder meer in het WK naar goede resultaten toe reed. In het 1992 seizoen was hij rijder bij het Martini Racing team, die onder preparatie van het Italiaanse Jolly Club namens de constructeur actief waren in het WK. Hij behaalde dat jaar twee podium resultaten, waaronder een populaire overwinning voor eigen publiek in San Remo; Lancia's laatste overwinning in een volwaardige WK-rally. In de jaren erna werd hij door teams als Toyota en Mitsubishi voornamelijk als een specialist op asfalt ingezet in WK-rally's, waarmee Aghini nog respectievelijke resultaten afdwong.
Hierna richtte Aghini zijn attentie voornamelijk op het Europees en Italiaans rallykampioenschap. Met een Toyota Corolla WRC greep hij in 1998 en 1999 naar de titel in eigen land en in het eerstgenoemde jaar eindigde hij ook nog als tweede in de Europese titelstrijd. Daarna is hij doorgaans actief geweest op nationaal niveau en nam tot aan 2011 nog geregeld deel aan rally's.

## Complete resultaten in het wereldkampioenschap rally
| Seizoen | Inschrijving             | Auto                         | 1       | 2   | 3       | 4   | 5       | 6       | 7   | 8   | 9   | 10  | 11      | 12      | 13    | 14     | Pos. | Punten |
| ------- | ------------------------ | ---------------------------- | ------- | --- | ------- | --- | ------- | ------- | --- | --- | --- | --- | ------- | ------- | ----- | ------ | ---- | ------ |
| 1986    | Andrea Aghini            | Renault 5 GT Turbo           | MON     | ZWE | POR     | KEN | FRA     | GRI     | NZL | ARG | FIN | IVK | ITA DNF | GBR     | VST   |        | –    | 0      |
| 1987    | Andrea Aghini            | Peugeot 205 GTI              | MON     | ZWE | POR     | KEN | FRA     | GRI     | VST | NZL | ARG | FIN | IVK     | ITA DNF | GBR   |        | –    | 0      |
| 1988    | Peugeot Talbot Sport     | Peugeot 309 GTI              | MON     | ZWE | POR     | KEN | FRA     | GRI     | VST | NZL | ARG | FIN | IVK     | ITA 12  | GBR   |        | –    | 0      |
| 1989    | Peugeot Team Italia      | Peugeot 405 MI 16            | ZWE     | MON | POR     | KEN | FRA     | GRI     | NZL | ARG | FIN | AUS | ITA DNF | IVK     | GBR   |        | –    | 0      |
| 1991    | Jolly Club               | Lancia Delta Integrale 16V   | MON     | ZWE | POR     | KEN | FRA     | GRI     | NZL | ARG | FIN | AUS | ITA 5   | IVK     | SPA 5 | GBR    | 14   | 16     |
| 1992    | Martini Racing           | Lancia Delta HF Integrale    | MON     | ZWE | POR DNF | KEN | FRA 6   | GRI     | NZL | ARG | FIN | AUS | ITA 1   | SPA 3   | IVK   | GBR 10 | 7    | 39     |
| 1993    | Jolly Club               | Lancia Delta HF Integrale    | MON DNF | ZWE | POR 3   | KEN | FRA DNF | GRI 4   | ARG | NZL | FIN | AUS | ITA DNF | SPA     | GBR   |        | 14   | 22     |
| 1994    | Toyota Castrol Team      | Toyota Celica Turbo 4WD      | MON     | ZWE | POR DNF | KEN | FRA 3   | GRI     | ARG | NZL | FIN | AUS |         |         |       |        | 14   | 12     |
| 1994    | H.F. Grifone             | Toyota Celica Turbo 4WD      |         |     |         |     |         |         |     |     |     |     | ITA DNF | SPA     | GBR   |        | 14   | 12     |
| 1995    | Team Mitsubishi Ralliart | Mitsubishi Lancer Evo II     | MON 6   | ZWE | POR     | KEN |         |         |     |     |     |     |         |         |       |        | 7    | 26     |
| 1995    | Team Mitsubishi Ralliart | Mitsubishi Lancer Evo III    |         |     |         |     | FRA 3   | GRI     | ARG | NZL | FIN | AUS |         | SPA 5   | GBR   |        | 7    | 26     |
| 1995    | Italtecnica              | Peugeot 306 Maxi             |         |     |         |     |         |         |     |     |     |     | ITA DNF |         |       |        | 7    | 26     |
| 1997    | H.F. Grifone             | Toyota Celica GT-Four        | MON     | ZWE | KEN     | POR | SPA     | FRA     | ARG | GRI | NZL | FIN | IND     | ITA 7   | AUS   | GBR    | –    | 0      |
| 1998    | H.F. Grifone             | Toyota Corolla WRC           | MON     | ZWE | KEN     | POR | SPA     | FRA     | ARG | GRI | NZL | FIN | ITA 9   | AUS     | GBR   |        | –    | 0      |
| 1999    | H.F. Grifone             | Toyota Corolla WRC           | MON     | ZWE | KEN     | POR | SPA     | FRA     | ARG | GRI | NZL | FIN | CHN     | ITA 5   | AUS   | GBR    | 18   | 2      |
| 2000    | Ralliart Italia          | Mitsubishi Carisma GT Evo VI | MON     | ZWE | KEN     | POR | SPA     | ARG DNF | GRI | NZL | FIN | CYP | FRA     | ITA 15  | AUS   | GBR    | –    | 0      |

#### Overwinningen
| # | Seizoen | Rally                                | Navigator        | Auto                      |
| - | ------- | ------------------------------------ | ---------------- | ------------------------- |
| 1 | 1992    | 34º Rallye Sanremo - Rallye d'Italia | Sauro Farnocchia | Lancia Delta HF Integrale |